# Olympische Winterspiele 1960/Teilnehmer (Finnland)
| Gelbes Symbol für Goldmedaillen mit stilisierten Olympischen Ringen | Graues Symbol für Silbermedaillen mit stilisierten Olympischen Ringen | Braundes Symbol für Bronzemedaillen mit stilisierten Olympischen Ringen |
| ------------------------------------------------------------------- | --------------------------------------------------------------------- | ----------------------------------------------------------------------- |
| 2                                                                   | 3                                                                     | 3                                                                       |

Die Finnland nahm an den VIII. Olympischen Winterspielen 1960 im US-amerikanischen Squaw Valley Ski Resort mit einer Delegation von 48 Athleten in sechs Disziplinen teil, davon 42 Männer und 6 Frauen. Mit zwei Gold-, drei Silber- und drei Bronzemedaillen war Finnland die sechsterfolgreichste Nation bei den Spielen.
Fahnenträger bei der Eröffnungsfeier war der Nordische Kombinierer Paavo Korhonen.

## Teilnehmer nach Sportarten

### Biathlon
- Eero Laine
20 km Einzel: 15. Platz (1:47:28,3 h)

- Martti Meinilä
20 km Einzel: 8. Platz (1:39:17,0 h)

- Pentti Taskinen
20 km Einzel: 18. Platz (1:50:29,7 h)

- Antti Tyrväinen
20 km Einzel: Silber  (1:33:57,7 h)

### Eishockey
Männer
| - Yrjö Hakala - Raimo Kilpiö - Erkki Koiso - Juhani Lahtinen - Matti Lampainen - Esko Luostarinen - Esko Niemi - Pertti Nieminen - Kalevi Numminen | - Heino Pulli - Kalevi Rassa - Teppo Rastio - Jorma Salmi - Jouni Seistamo - Voitto Soini - Seppo Vainio - Juhani Wahlsten |

- 7. Platz

### Eisschnelllauf
Männer
- Juhani Järvinen
500 m: 16. Platz (41,8 s)
1500 m: 5. Platz (2:13,1 min)
5000 m: 15. Platz (8:19,2 min)
10.000 m: 8. Platz (16:35,4 min)

- Jouko Jokinen
500 m: 41. Platz (45,1 s)
1500 m: 4. Platz (2:12,0 min)

- Toivo Salonen
500 m: 7. Platz (40,9 s)
1500 m: 7. Platz (2:13,1 min)

- Leo Tynkkynen
500 m: 19. Platz (42,1 s)
5000 m: 21. Platz (8:24,3 min)
10.000 m: 24. Platz (17:33,6 min)

- Keijo Tapiovaara
1500 m: 23. Platz (2:19,2 min)
5000 m: 7. Platz (8:09,1 min)
10.000 m: 9. Platz (16:37,2 min)

Frauen
- Eevi Huttunen
500 m: 14. Platz (48,6 s)
1000 m: 9. Platz (1:37,2 min)
1500 m: 14. Platz (2:35,1 min)
3000 m: Bronze  (5:21,0 min)

- Jeanne Ashworth
500 m: 11. Platz (48,1 s)
1000 m: 10. Platz (1:37,3 min)
1500 m: 6. Platz (2:29,7 min)
3000 m: 12. Platz (5:35,2 min)

### Nordische Kombination
- Ensio Hyytiä
Einzel (Normalschanze / 15 km): 22. Platz (414,758)

- Paavo Korhonen
Einzel (Normalschanze / 15 km): 9. Platz (434,984)

- Martti Maatela
Einzel (Normalschanze / 15 km): 23. Platz (412,000)

- Pekka Ristola
Einzel (Normalschanze / 15 km): 4. Platz (449,871)

### Skilanglauf
Männer
- Toimi Alatalo
15 km: 23. Platz (54:52,7 min)
30 km: 7. Platz (1:54:06,5 h)
4 × 10 km Staffel: Gold  (2:18:45,6 h)

- Veikko Hakulinen
15 km: Bronze  (52:03,0 min)
30 km: 6. Platz (1:54:02,0 h)
50 km: Silber  (2:59:26,7 h)
4 × 10 km Staffel: Gold  (2:18:45,6 h)

- Väinö Huhtala
15 km: 13. Platz (53:11,5 min)
4 × 10 km Staffel: Gold  (2:18:45,6 h)

- Eero Mäntyranta
15 km: 6. Platz (52:40,6 min)
4 × 10 km Staffel: Gold  (2:18:45,6 h)

- Kalevi Hämäläinen
30 km: 12. Platz (1:56:54,4 h)
50 km: Gold  (2:59:06,3 h)

- Arto Tiainen
30 km: 18. Platz (1:58:56,6 h)

- Pentti Pelkonen
50 km: 6. Platz (3:05:24,5 h)

- Veikko Räsänen
50 km: 8. Platz (3:06:04,4 h)

Frauen
- Eva Hög
10 km: 17. Platz (44:05,0 min)

- Toini Pöysti
10 km: 6. Platz (40:41,9 min)
3 × 5 km Staffel: Bronze  (1:06:27,5 h)

- Siiri Rantanen
10 km: 15. Platz (42:52,7 min)
3 × 5 km Staffel: Bronze  (1:06:27,5 h)

- Eeva Ruoppa
10 km: 11. Platz (42:12,8 min)
3 × 5 km Staffel: Bronze  (1:06:27,5 h)

### Skispringen
- Niilo Halonen
Normalschanze: Silber  (222,6)

- Veikko Kankkonen
Normalschanze: 40. Platz (168,0)

- Juhani Kärkinen
Normalschanze: 8. Platz (211,4)

- Eino Kirjonen
Normalschanze: 17. Platz (205,8)